# 3 Doors Down
3 Doors Down je americká rocková kapela založená v roce 1996 v Escatawpa ve státě Mississippi. Hudba kapely je popisována jako post-grunge, alternativní rock a hard rock.

## Historie
Skupina si vydobyla obrovskou popularitu svým prvním singlem „Kryptonite", který debutoval na třetím místě hitparády Billboard Hot 100. Poté byla podepsána smlouva s hudebním vydavatelem Universal Records a následovalo první studiové album s názvem The Better Life (2000). Deska se stala jedenáctou nejprodávanější nahrávkou roku a ve Spojených státech je certifikována jako 6x platinová (6 milionů prodaných kusů). 
Druhé studiové album, Away from the Sun (2002), mělo rovněž velký úspěch. CD se umístilo na osmém místě Billboard 200 a je prohlášeno za 4x platinové (4 milióny prodaných kusů).
Kapela odstartovala ohromné množství koncertů a mnohé turné, než se do prodeje dostala třetí studiová deska s titulkem Seventeen Days (2005). Nahrávka obsadila první místo Billboard 200 a za jediný měsíc měla platinovou certifikaci (1 milion prodaných kusů).
Čtvrté album skupiny neslo název 3 Doors Down, které stejně jako předchůdce dobylo první místo Billboard 200. Následovaly alba Time of My Life (2011) a Us and the Night (2016).
3 Doors Down velmi často vystupují a za jediný rok dokážou odehrát i 300 koncertů, přičemž se na pódiích mnohokrát potkali s muzikanty Megadeth, Staind, Nickelback, Alter Bridge, Breaking Benjamin, Seether, Shinedown a Daughtry. Od začátku své působnosti prodali 3 Doors Down přes 16 miliónů alb po celém světě.
Dne 7. května 2025 zpěvák skupiny Brad Arnold oznámil, že mu byla diagnostikována rakovina ledvin ve čtvrtém stadiu. Arnoldova diagnóza vedla kapelu ke zrušení plánovaného turné na rok 2025.

## Členové skupiny

#### Současní
- Brad Arnold – zpěv (1996–dosud), bicí (1996–2000)
- Chris Henderson – rytmická kytara (1998–dosud)
- Greg Upchurch – bicí (2005–dosud)
- Chet Roberts – sólová kytara, doprovodné vokály (2012–dosud)
- Justin Biltonen – basová kytara (2013–dosud)

#### Bývalí
- Daniel Adair – bicí (2003–2005)
- Richard Liles – bicí (1999–2003)
- Matt Roberts – elektrická kytara (1996–2012, zemřel v roce 2016)[6]
- Todd Harrell – basová kytara (1996–2013)

## Diskografie

### Studiová alba
| Rok                                                     | Název                                                                 | Umístění v hitparádách | Umístění v hitparádách | Umístění v hitparádách | Umístění v hitparádách | Umístění v hitparádách | Umístění v hitparádách | Certifikace                                           |
| Rok                                                     | Název                                                                 | USA                    | AUS                    | KAN                    | NZ                     | NĚM                    | FIN                    | Certifikace                                           |
| ------------------------------------------------------- | --------------------------------------------------------------------- | ---------------------- | ---------------------- | ---------------------- | ---------------------- | ---------------------- | ---------------------- | ----------------------------------------------------- |
| 2000                                                    | The Better Life - První studiové album - Vydáno: 8. února 2000        | 7                      | 16                     | 6                      | 19                     | 45                     | 23                     | KAN: 2× Platinové USA: 6× Platinové                   |
| 2002                                                    | Away from the Sun - Druhé studiové album - Vydáno: 12. listopadu 2002 | 8                      | 8                      | —                      | 11                     | 28                     | —                      | AUS: 1× Platinové KAN: 1× Platinové USA: 4× Platinové |
| 2005                                                    | Seventeen Days - Třetí studiové album - Vydáno: 8. února 2005         | 1                      | 54                     | 6                      | —                      | 6                      | 17                     | KAN: Zlaté USA: 1× Platinové                          |
| 2008                                                    | 3 Doors Down - Čtvrté studiové album - Vydáno: 20. května 2008        | 1                      | 55                     | 3                      | 22                     | 6                      | 28                     | AUS: Zlaté KAN: Zlaté USA: Zlaté                      |
| 2011                                                    | Time of My Life - Páté studiové album - Vydáno: 19. července 2011     | 3                      | 58                     | 8                      | —                      | 2                      | 34                     |                                                       |
| 2016                                                    | Us and the Night - Šesté studiové album - Vydáno: 11. března 2016     | 14                     | 34                     | 15                     | —                      | 5                      | —                      |                                                       |
| „—“ značí vydání, která se neumístila v dané hitparádě. |                                                                       |                        |                        |                        |                        |                        |                        |                                                       |

### EP
| Rok                                                     | Název                                                                             | Umístění v hitparádách | Umístění v hitparádách | Umístění v hitparádách | Umístění v hitparádách | Umístění v hitparádách | Umístění v hitparádách | Certifikace |
| Rok                                                     | Název                                                                             | USA                    | AUS                    | KAN                    | NZ                     | UK                     | NĚM                    | Certifikace |
| ------------------------------------------------------- | --------------------------------------------------------------------------------- | ---------------------- | ---------------------- | ---------------------- | ---------------------- | ---------------------- | ---------------------- | ----------- |
| 2003                                                    | Another 700 Miles - První živé EP - Vydáno: 11. listopadu 2003                    | 21                     | 26                     | 21                     | —                      | —                      | 17                     | USA: Zlaté  |
| 2005                                                    | Acoustic EP - První studiové EP - Vydáno: 5. června 2005                          | 38                     | 49                     | —                      | —                      | —                      | —                      |             |
| 2008                                                    | A Six Pack of Hits - vydáno 27. listopadu 2008                                    | —                      | —                      | —                      | —                      | —                      | —                      |             |
| 2009                                                    | Where My Christmas Lives - Druhé studiové/akustické EP - Vydáno: 8. prosince 2009 | —                      | —                      | —                      | —                      | —                      | —                      |             |
| 2019                                                    | Acoustic Back Porch Jam - vydáno 6. února 2019                                    | —                      | —                      | —                      | —                      | —                      | —                      |             |
| „—“ značí vydání, která se neumístila v dané hitparádě. |                                                                                   |                        |                        |                        |                        |                        |                        |             |